# Качалов, Владимир Яковлевич
Влади́мир Я́ковлевич Кача́лов (15 [27] июля 1890, Городище, Саратовская губерния — 4 августа 1941, Починковский район, Смоленская область) — советский военачальник, в начальный период Великой Отечественной войны командующий 28-й армией (25 июня — 4 августа 1941),, генерал-лейтенант (1940).

## Молодость. Первая мировая война и революция

Комкор В. Я. Качалов

Родился 15 (27) июля 1890 года в селе Городище (ныне — в Городищенском районе Волгоградской области). Отец его был крестьянином, но вскоре после рождения Владимира перебрался в Царицын, где стал работать сапожником.
Владимир oкончил церковно-приходскую школу, городское училище, в 1910 году — Харьковское коммерческое училище.
В Русской императорской армии с 1910 года. Служил вольноопределяющимся в пехотном полку. В 1912 году уволился в запас, работал счетоводом, готовился к поступлению в институт.
С началом Первой мировой войны вновь мобилизован в армию в августе 1914 года. В 1914 году при Казанской школе прапорщиков сдал экзамены на чин прапорщика. Участник Первой мировой войны: с конца 1914 года — младший офицер 23-го Сибирского запасного полка, с 1915 года — командир роты 58-го Прагского пехотного полка, в котором воевал на Юго-Западном и Румынском фронтах.
После Февральской революции был избран сначала заведующим полковым хозяйством, а затем и выборным командиром полка. После роспуска старой армии большевистским руководством в феврале 1918 года Качалов вернулся в Царицын. В русской армии дослужился до чина капитана (было присвоено в январе 1917 года).

## Гражданская война
В Красной Армии с июля 1918 года. Активный участник Гражданской войны в России: младший помощник начальника штаба по административной части 2-й сводной казачьей дивизии 10-й армии, начальник штаба бригады 38-й стрелковой дивизии, начальник оперативного отдела штаба и с сентября — начальник штаба 1-й Донской отдельной кавалерийской бригады, с ноября — начальник штаба 1-й сводной кавалерийской дивизии, с сентября 1919 — начальник штаба Конно-сводного корпуса Б. М. Думенко, с апреля 1920 — начальник штаба 1-го кавалерийского корпуса, с июля 1920 — начальник полевого штаба 2-й Конной армии, с октября — начальник 2-й Ставропольской кавалерийской дивизии имени М. Ф. Блинова. Участвовал в боях против войск А. И. Деникина и П. Н. Врангеля. В боях гражданской войны был трижды ранен.

## Межвоенный период
После войны дивизия до весны 1921 года находилась на Украине и воевала против отрядов Н. И. Махно, затем переброшена на Кубань и вошла в состав Северо-Кавказского военного округа. Там она вела активные боевые действия против бандитизма в районах Цимлянская, Чирская, а летом 1922 года — в районах Ставрополь, Пятигорск, Святой Крест (в августе 1922 года под Ставрополем получил четвёртое ранение). В 1922 года направлен на учёбу на Военно-академические курсы высшего комсостава РККА, окончил их в 1923 году. С июля 1923 года — командир 1-й отдельной Туркестанской кавалерийской бригады, с октября 1923 года — командир 11-й кавалерийской дивизии, в этих должностях воевал против басмачей на Туркестанском фронте (Восточная Бухара) и был в пятый раз ранен в бою в декабре 1923 года.
С ноября 1924 года — инспектор кавалерии Западного военного округа, с ноября 1925 по март 1930 года — командир 10-й Майкопской кавалерийской дивизии. Во время командования дивизией окончил Стрелково-тактические курсы усовершенствования комсостава РККА «Выстрел» в 1928 году. В 1927 году вступил в ВКП(б).
С марта 1930 года — командир 14-й кавалерийской дивизии имени А. Пархоменко, с января 1931 года — командир и военком 6-й Орловской стрелковой дивизии. Окончил Особый факультет Военной академии имени М. В. Фрунзе в 1935 году. Командир и военком 22-й стрелковой дивизии в Северо-Кавказском военном округе с мая 1936 года, командир 9-го стрелкового корпуса в том же округе с июня 1937 года, заместитель командующего Северо-Кавказского военного округа с декабря 1937 года, командующий Северо-Кавказским военным округом с апреля 1938 года. 7 октября 1938 года утверждён членом Военного совета при народном комиссаре обороны СССР. С июня 1940 года — командующий войсками Архангельского военного округа.

## Великая Отечественная война
В начале Великой Отечественной войны на базе войск округа согласно директиве Ставки Главного командования № 0043 от 27 июня 1941 года была сформирована 28-я армия. Генерал-лейтенант Качалов этим же документом был назначен командующим этой армией. Во главе штаба армии он срочно прибыл на Западный фронт организовывать оборону силами прибывающих войск армии. 14 июля армия была переподчинена Фронту резервных армий.
Участвовал в Смоленском сражении. Пытаясь переломить ход сражения, Ставка ВГК 20 июля 1941 года приказала командующему войсками Фронта резервных армий сформировать 5 оперативных групп для операции по одновременному удару по немецким войскам с целью окружения и разгрома в районе Смоленска передовых войск противника.
В 20-х числах июля 1941 года Владимир Яковлевич возглавил оперативную группу в составе трёх дивизий (104 тд, 145 сд и 149 сд, артиллерийские части усиления, мотострелковый полк), которая получила задачу перейти в наступление из района Рославля 22 июля, наступать вдоль шоссе на Смоленск и, уничтожая противостоящие части противника, выйти в район Смоленска к 25 июля, где соединиться с оперативными группами генералов В. А. Хоменко и К. К. Рокоссовского.
23 июля оперативная группа (ОГ) Качалова начала контрудар из района Рославля (причем 104 тд находилась ещё на марше в исходный район и наступление началось без неё), нанесла большие потери немецкой 18-й танковой дивизии и отбросила противника за реку Стометь, создав тем самым угрозу с тыла передовым соединениям вермахта. Командующий 2-й танковой группой Хайнц Гудериан воспринял этот удар настолько серьёзно, что перенацелил на борьбу с ОГ Качалова весь 9-й армейский корпус, отложив выполнение возложенных на него ранее наступательных задач, а к 27 июля бросил в бой против войск Качалова уже 10 дивизий, включая две танковые и одну моторизованную (даже много лет спустя в своих мемуарах он назвал тогдашнюю обстановку под Рославлем словом «критическая» — впервые применив этот термин с 22 июня 1941 года). Пассивные действия советских войск на других участках позволили немцам не только снимать войска с не атакованных рубежей, но и действовать против открытых флангов ОГ Качалова, чтобы парировать её удар. Таким образом, наступая против превосходящих изначально её немецких войск (продвижение составило свыше 30 километров), оперативная группа генерал-лейтенанта В. Я. Качалова сумела оттянуть на себя и сковать большие силы противника, нанеся им немалые потери. В оперативном плане её действия помогли 20-й и 16-й армиям избежать окружения и отойти главными силами за Днепр, а также способствовали стабилизации положения в полосах 22-й армии и Центрального фронта.
Подтянутыми на этот участок фронта крупными силами немцы фланговыми ударами 2—4 августа окружили группу Качалова.
4 августа 1941 года при прорыве из окружения Владимир Яковлевич Качалов погиб в бою, находясь в танке и пытаясь восстановить силами своих последних танков связь с отрезанными немцами полком. Немцы опознали его тело и забрали документы, генерал был первоначально захоронен местными жителями в братской могиле в деревне Старинка. После эксгумации был перезахоронен в посёлке Стодолище Починковского района Смоленской области.

Командир немецкого 9-го армейского корпуса Г. Гейер вспоминал: 
На месте я смог убедиться своими глазами, насколько ожесточёнными были бои под Ермолино 4 и ночью на 5 августа. Здесь осталось множество сгоревших и брошенных танков. В одном из них мы нашли убитого русского командующего…
Не имея точных сведений о судьбе генерала Качалова, на основе ложного доклада Л. З. Мехлиса И. В. Сталину Ставка Верховного Главного Командования в Приказе № 270 от 16 августа 1941 года обвинила его в дезертирстве и сдаче в плен.

Командующий 28-й армией генерал-лейтенант Качалов, находясь вместе со штабом группы войск в окружении, проявил трусость и сдался в плен немецким фашистам. Штаб группы Качалова из окружения вышел, пробились из окружения части группы Качалова, а генерал-лейтенант Качалов предпочёл сдаться в плен, предпочёл дезертировать к врагу.— Скрытая правда войны: 1941 год. — М., 1992. — С.255.
29 сентября 1941 года Военная коллегия Верховного Суда СССР, рассмотрев дело по обвинению Качалова по статье 58-1, п. б УК РСФСР, заочно приговорила его к смертной казни.
Были репрессированы члены его семьи — 20 августа 1941 года в эвакуации в Свердловске были арестованы его жена Елена Николаевна Ханчин-Качалова и его тёща, Елена Ивановна Ханчин. Постановлением Особого совещания при НКВД СССР от 27 августа 1941 года они были приговорены к восьми годам лишения свободы. Е. И. Ханчин умерла в 1944 году в лагере, Е. Н. Ханчин-Качалова отбыла срок полностью, с августа 1949 года жила в городе Малоярославце Калужской области. Она с 1950 года предпринимала большие усилия для восстановления честного имени В. Я. Качалова, обращаясь с заявлениями в Главную военную прокуратуру и к высшим руководителям государства вплоть до Г. М. Маленкова и И. В. Сталина. После многочисленных отказов ей удалось добиться проведения повторной проверки МГБ СССР обстоятельств гибели Качалова с выездом проверяющих на места боёв 1941 года. В 1951 году МГБ доложило в ЦК ВКП(б), что «заслуживающих доверия материалов, которые подтверждали бы, что Качалов совершил измену Родине, в МГБ СССР не имеется, а также нет определенных данных о его судьбе».
В результате расследования 1952—1953 годов были установлены обстоятельства боя 4 августа 1941 года у деревни Старинки Стодолищинского района Смоленской области гибели генерала. Сначала нашли свидетелей его похорон, на которых немецкие офицеры сказали местным жителям, что в числе захороненных находится и убитый в бою русский генерал Качалов, и братскую могилу, в которой он был похоронен. 6 ноября 1952 года была произведена эксгумация и достоверно по множественным приметам установлена личность погибшего, которым оказался Качалов.
Тем не менее до смерти И. В. Сталина результаты расследования ему не докладывались и оставались без движения. Более того, 6 августа 1952 года была повторно арестована Е. Н. Ханчин-Качалова по обвинению в «антисоветской агитации».
Только 23 декабря 1953 года Военная коллегия Верховного Суда СССР отменила свой приговор 1941 года и реабилитировала В. Я. Качалова.
Постановлением ЦК КПСС от 29 декабря 1953 года Качалов был посмертно восстановлен в партии. Приказом Министра обороны СССР от 13 февраля 1954 года изменена формулировка выбытия Качалова из РККА на «погибшего в бою во время Великой Отечественной войны».

## Воинские звания в РККА
- Комдив — 17.02.1936[19]
- Комкор — 22.02.1938[20]
- Командарм 2-го ранга — 08.02.1939[21]
- Генерал-лейтенант — 04.06.1940[22]

## Награды
- Два ордена Красного знамени (1921, 22.02.1938)
- Орден Отечественной войны 1-й степени (6.05.1965, посмертно)
- Медаль «XX лет Рабоче-Крестьянской Красной Армии» (22.02.1938)

## Отзывы
В своих воспоминаниях начальник политотдела 28-й армии В. П. Терешкин так отзывался о В. Я. Качалове:

Он был спокойным, выдержанным, внимательным к своим подчинённым человеком. Я не помню ни одного случая ни в мирное время, ни во время войны, когда бы Качалов терял самообладание, допускал бы грубость по отношению к подчинённым. Он был строгим и требовательным, но всегда спокойно и убедительно разъяснял задачи, которые ставил подчинённым, и так же спокойно и убедительно отвечал на все вопросы, которые у подчинённых возникали в связи с полученными ими от Качалова приказами. Он никогда не проявлял поспешности. В боях он был примером личного мужества и презрения к опасностям.

## Память

### Памятники и мемориалы
В посёлке Стодолище (Смоленская область) находится могила генерала и бюст над ней, является памятником истории регионального значения. Также в окрестностях посёлка установлен танк Т-34-85 в память командарма В. Я. Качалова и бойцов 28-й армии. В местной библиотеке выставляется посвящённая ему экспозиция. В XXI веке регулярно проводятся памятные мероприятия.

### Киновоплощения
В шестисерийном художественном фильме «Война на западном направлении» (Киностудия имени А. Довженко, 1990) роль генерала Качалова исполнил Александр Мовчан.